# Vojislav Živanović (1920-1998)
Vojislav Živanović, srbski general, * 5. avgust 1920, † 1998.

## Življenjepis
Leta 1941 je vstopil v KPJ in naslednje leto v NOVJ. Med vojno je bil politični komisar in poveljnik več enot.
Po vojni je bil načelnik artilerije divizije, poveljnik gardnega polka, poveljnik divizije,...